# Krzysztof Smyk
Krzysztof Stanisław Smyk (ur. 5 maja 1950) – polski dyplomata.

## Życiorys
Krzysztof Smyk ukończył studia na Wydziale Prawa i Administracji Uniwersytetu Warszawskiego, a także studia podyplomowe na Wydziale Dziennikarstwa i Nauk Politycznych UW.
Pracował na licznych stanowiskach w Ministerstwie Spraw Zagranicznych i Ministerstwie Kultury. Służył jako Szef Wydziału Konsularnego przy Ambasadzie w Kairze, p.o. kierownika Konsulatu Generalnego w Toronto (1990), Konsul Generalny w Benghazi (ok. 1992–1995), Konsul Generalny i Dziekan Korpusu Konsularnego w Vancouver (1996–2001). Od lutego 2012 do 2014 kierował Konsulatem Generalnym RP w Szanghaju.
Krzysztof Smyk był kontaktem operacyjnym wywiadu Ministerstwa Spraw Wewnętrznych PRL w latach 1983–1988  pod pseudonimami „Stanisław” i „Faron”. W 2016 został prawomocnie uznany przez sąd za kłamcę lustracyjnego.
Ma żonę Dorotę oraz dwójkę dzieci: Zuzannę i Sergio.